# Szociálpolitika
A szociálpolitika olyan szakpolitika, amely a társadalom működésével foglalkozik, annak működését kívánja befolyásolni a szociális élet területén. Meghatározza a célokat, s ezekhez hozzárendeli az eszközöket.
A szociálpolitika történelmileg kialakult intézményrendszer, amely kielégít bizonyos piaci kapcsolatok révén nem megfelelően biztosítható szükségleteket. Túlnyomórészt az állami elosztás, illetve újraelosztás eszközeivel működik, relatíve önálló intézményrendszerek  együtteseként.

## A szociálpolitika céljai
- A társadalom integrálódásának a biztosítása
- Esély biztosítása, esélyegyenlőség biztosítása, és a társadalomban halmozottan jelenlévő illetve meglévő egyenlőtlenségek mérsékelése.
- Szeretné befolyásolni a piac működését

A szociálpolitika elvonja a piactól azt, amit szerinte nem onnan kéne beszerezni. Ugyanakkor egyes ellátásokat a piac hatáskörébe helyez. Például egészségügyi ellátás – sürgősségi ellátást elvonta a piacról, de a szépségiparhoz kapcsolható plasztikai műtéteket már a piac hatáskörébe helyezi.
A szociálpolitika fő célja a hátrányos helyzet megszüntetése a társadalmon belül.

## A szociálpolitika képviselői
- A résztvevő maga a társadalom, a társadalom minden tagja
- A hátrányos helyzetű rétegek, ezek lehetnek:

1. A biológiai eredetű hátrány
2. A társadalmi eredetű hátrány
3. Az egyéni okok miatt kialakult hátrány
4. Az egyenként vagy halmozottan jelentkező hátrány

A szociálpolitika szereplői két csoportra oszthatók:
- alakítókra – akik csinálják
- alanyokra – akikre irányul

## Intézményrendszer és jogi háttér
Magyarországon a szociálpolitika jogi alapjait elsősorban az 1993. évi III. törvény – a szociális igazgatásról és szociális ellátásokról szóló törvény – határozza meg. A törvény szabályozza a szociális ellátások formáit, a jogosultsági feltételeket, valamint az ellátások finanszírozásának és igazgatásának rendjét.
A szociálpolitikai feladatok végrehajtásában több szereplő vesz részt:
- Központi kormányzati szervek: a szociálpolitikáért felelős minisztérium, valamint a Nemzeti Egészségbiztosítási Alapkezelő (NEAK), amely egyes ellátások finanszírozását biztosítja.
- Helyi önkormányzatok: alapvető szociális szolgáltatások szervezése és nyújtása, például étkeztetés, házi segítségnyújtás, családsegítés.
- Civil és egyházi szervezetek: a közfeladatok ellátásában részt vevő alapítványok, egyesületek és karitatív szervezetek (pl. Magyar Máltai Szeretetszolgálat, Magyar Vöröskereszt), amelyek állami támogatással vagy saját forrásból nyújtanak szolgáltatásokat.
- Piaci szereplők: bizonyos szociális és egészségügyi szolgáltatásokat üzleti alapon nyújtó vállalkozások.

Az intézményrendszer felépítése a decentralizáció elvét követi, vagyis az alapellátások túlnyomórészt helyi szinten, az önkormányzatok által kerülnek megszervezésre, míg a szakosított ellátásokat és országos programokat központi szervek irányítják. A jogszabályi környezet folyamatosan változik, igazodva a társadalmi szükségletekhez és a gazdasági lehetőségekhez.

## Külső hivatkozások
- SzocHáló – társadalomtudomány online Archiválva 2006. október 21-i dátummal a Wayback Machine-ben
- Szociális Szakmai Szövetség
- Nemzeti Család- és Szociálpolitikai Intézet
- Szociális és Munkaügyi Minisztérium
- Szociálpolitikai és Munkaügyi Intézet Archiválva 2021. május 13-i dátummal a Wayback Machine-ben
- PTE BTK Szociális Munka és Szociálpolitika Tanszék Archiválva 2010. június 12-i dátummal a Wayback Machine-ben
- Szociálpolitika.lap.hu - linkgyűjtemény